# 立農里
立農里為台灣台北市北投區轄下之一里。建立三百多年慈生宮，為里民信仰聖。立農國小、立農公園、吉利公園、唭哩岸區民活動中心、市立圖書館吉利分館、吉利托兒所為本里公共設施。

## 基本資料
- 人口數：9689人
  - (男性：4688人 ；女性：5001人 )
- 土地面積：0.345569 (平方公里)
- 戶數：3250戶
- 鄰數：25 鄰

## 里界
- 東至：吉利街尾 ，即吉利街369巷，與吉利里為界
- 西至：立農街口 ，與八仙里為界
- 南至：吉利街 ，與尊賢里、立賢里為界
- 北至：東華街唭哩岸站 ，與東華里為界

## 歷史沿革
舊地名為唭哩岸（巴賽語：Ki-Lrigan），日治時代為台北州七星郡北投街唭哩岸，戰後改制稱為台北縣七星區北投鎮立農里，民國63年12月行政區調整由原來立農里劃分部份新增區里稱臺北市北投區東華里，民國70年4月1日行政區域調整為立農里。